# 99942 Apophis
99942 Apophis là một tiểu hành tinh có quỹ đạo gần Trái Đất với kích thước khoảng 335 mét, và theo dự đoán của các nhà khoa học thì đây là thiên thể có khả năng (xác suất) cao nhất va chạm với Trái Đất trong thời gian tới. Theo dự đoán của các nhà thiên văn học thì tiểu hành tinh có tên này sẽ dự kiến va vào Trái Đất vào ngày 13 tháng 4 năm 2029 hoặc năm 2036 và năm 2068. Nhiều nhà khoa học cho rằng tiểu hành tinh có đường kính hơn 300 mét không thể diệt vong loài người vì 300 mét là quá nhỏ so với Trái đất.

## Tên gọi

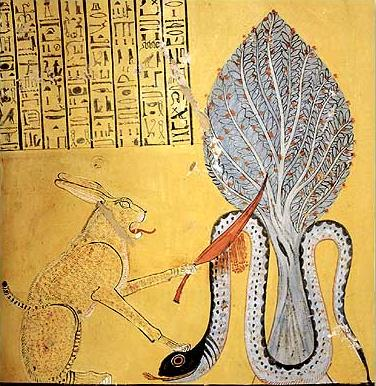
Thần Apep

Tiểu hành tinh này có tên gọi đầu tiên theo năm phát hiện là 2004 MN4. Sau đó, tên gọi gắn 99942 là số thứ tự khi quỹ đạo của thiên thể này được xác định ngày 24 tháng 6 năm 2005. Apophis là tên gọi một nhân vật trong thần thoại Ai Cập (tức Apep), được đặt làm tên cho thiên thể này ngày 19 tháng 7 năm 2005

## Quỹ đạo
99942 Apophis là một tiểu hành tinh trong hệ Mặt Trời có quỹ đạo đi gần quỹ đạo của Trái Đất hai lần mỗi năm, với chu kỳ 323,59 ngày. Với tần suất 1 lần/1300 năm, tiểu hành tinh này sẽ có khoảng cách tới hành tinh xanh gần nhất 30.250 đến 33.500 km vào ngày 13/4/2029 và có thể sức hút giữa hai thiên thể sẽ làm lệch quỹ đạo, khiến Apophis có thể va chạm ngày 13/4/2029. Xác suất va chạm này là 1/45.000 theo tính toán của NASA và là 1/450 theo tính toán của một thần đồng 13 tuổi người Đức Nico Marquardt

## Cấu trúc
|  |

## Các chương trình phòng chống
Các biện pháp phòng tránh thảm họa 99942 Apophis đâm vào Trái Đất tập trung vào hai hướng: làm chệch hướng hoặc phá hủy thiên thạch.
- The Planetary Society
- Chương trình của Trung Quốc.[7]
- Hệ thống phòng thủ tên lửa quốc gia Hoa Kỳ NMD
- Don Quijote là chương trình của ESA bao gồm việc phóng hai con tàu vũ trụ tới đây. Một con tàu phóng trước (Sancho) và bay vòng quanh làm nhiệm vụ quan sát; một con tàu phóng sau (Hidalgo) có nhiệm vụ đâm vào thiên thạch.[8]
- Asteroid impact avoidance